# Hymenophyllum levingei
Hymenophyllum levingei är en hinnbräkenväxtart som beskrevs av C. B. Cl. Hymenophyllum levingei ingår i släktet Hymenophyllum och familjen Hymenophyllaceae. Inga underarter finns listade.